# Ruda, Hlobîne
Ruda (în ucraineană Руда) este un sat în comuna Zubani din raionul Hlobîne, regiunea Poltava, Ucraina.

## Demografie
Componența lingvistică a localității Ruda
     Ucraineană (100%)
Conform recensământului din 2001, toată populația localității Ruda era vorbitoare de ucraineană (100%).